# قصر مشرف
قصر مشرف، هو قصر كويتي يقع في منطقة مشرف في دولة الكويت. بناه الشيخ مبارك الصباح في عام 1900، وقد تم ترميمه في بداية الأربعينات من القرن العشرين بالطين.
وفي عام 1957 أُعيد بناءه على يد الشيخ عبد الله المبارك الصباح. وسمّي القصر باسم مشرف لأنه يقع على ربوة تشرف على المنطقة التي حولها. وفي يوم 7 يوليو 2008 اقترحت نائبة المجلس البلدي فوزية البحر بأن يتم استملاك القصر من قبل المجلس الوطني للثقافة والفنون والآداب.